# داستان کوه آرارات (اپرا)

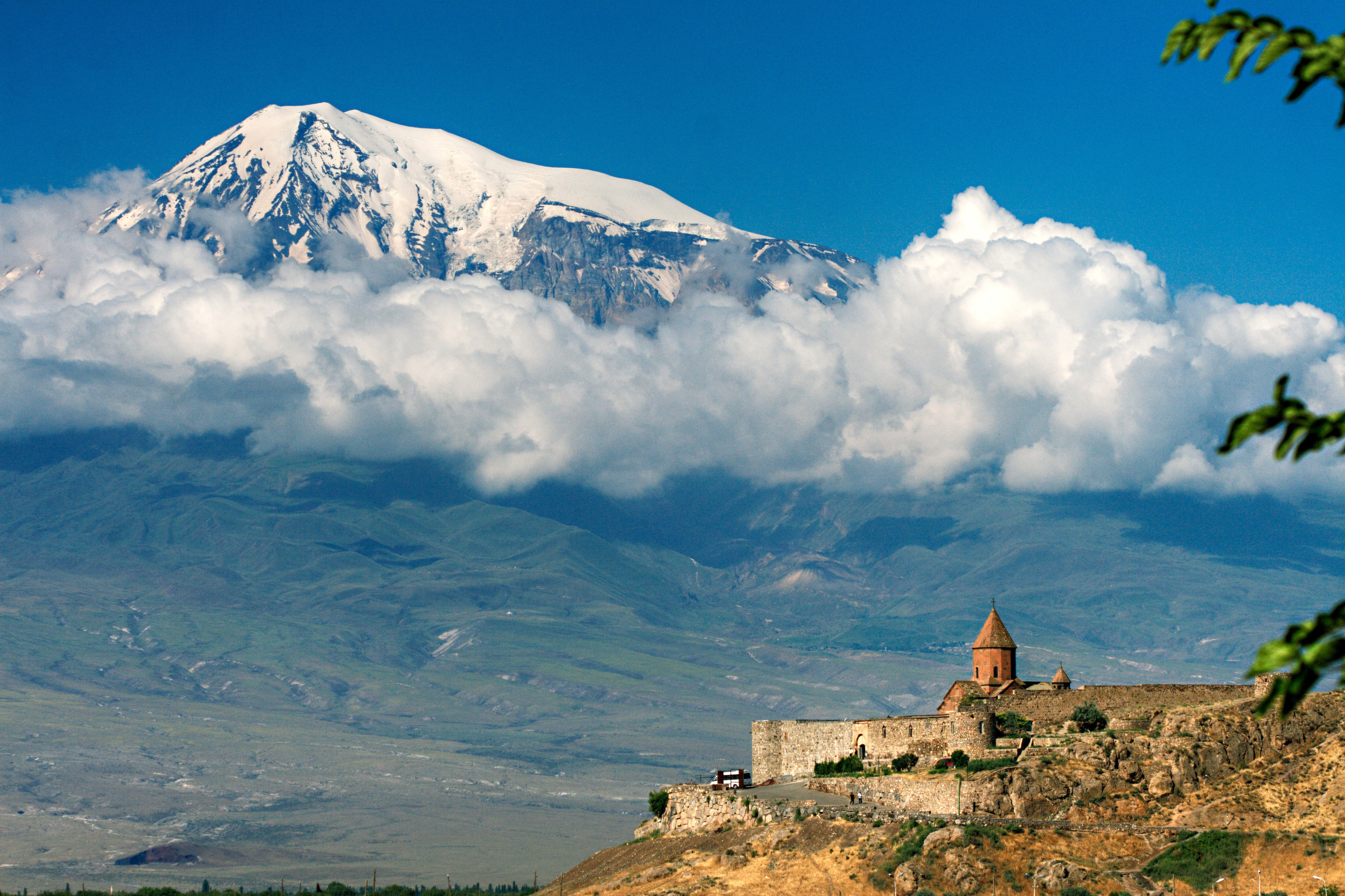
کوه آرارات

داستان کوه آرارات (نام دیگر: Gülbahar) اپرا متشکل از ۳ پرده و ۹ جدول است که از رمان یاشار کمال به نام داستان کوه آرارات الهام گرفته شده‌است. آهنگسازی توسط چتین ایشیکوزلو، لیبرتو توسط نرمین گوگپیتار و چتین ایشیکوزلو است.
در این اثر از عشق بین احمد که در روستای کوهستانی در کوه آرارات زندگی می‌کند و گلبهار دختر محمود هان که در آن زمان مدیر منطقه بود و اینکه این عاشقان زندگی کردند تا دوباره به هم بپیوندند گفته می‌شود.

## صحنه سازی‌ها
آهنگسازی این قطعه در سال ۱۹۷۲ آغاز شد. اولین اجراهای باز در رم در سال ۱۹۷۶ و در گیسن در سال ۱۹۸۲ به عنوان کنسرت از تست‌های اپرا انجام شد. اولین نمایش جهانی توسط اپرای دولتی آنکارا و باله در فصل ۱۹۸۸/۱۹۸۹ با اجرای Cüneyt Gökçer روی صحنه رفت. در جشنواره بین‌المللی موسیقی آنکارا برگزار شد.
در سال ۱۹۹۹ به عنوان کنسرت اپرا توسط «ارکستر سمفونیک دولتی گرجستان» و «کر دولتی آذربایجان» و تکنوازان قرقیز، ازبک، قزاق و ترک به سرپرستی آهنگساز چتین ایشیکوزلو در کاخ دوگو بیازیت ایشاک پاشا اجرا شد. صورت گرفت. این کنسرت توسط TRT Int به صورت زنده برای جهان پخش شد. از آن زمان تاکنون هر سال در کاخ ایشاکپاشا اجرا می‌شود